# Frank Rosenzweig
Frank Rosenzweig (* 5. Dezember 1962 in Hamburg) ist ein deutscher Maler, Zeichner, Druckgrafiker und Illustrator.

## Leben
Frank Rosenzweig verbrachte seine Kindheit und Jugend in Hamburg. Ab 1983 Studium der Kunstgeschichte an der Universität Hamburg. Ein Jahr später Wechsel an die Hochschule für angewandte Wissenschaften Hamburg. Bis 1987 studierte er hier unter anderen bei Martin Andersch und Klaus Waschk im Fachbereich Gestaltung. Noch während des Studiums lernte er seine spätere Frau Valerie (geborene Mouton) kennen. Anfang der 1990er Jahre Umzug in das Hamburger Umland, zuerst in das Alte Land, dann nach Buxtehude, wo er lebt und arbeitet.

## Werk
In den Jahren 1989 bis 2000 hat Frank Rosenzweig neben seiner freien künstlerischen Arbeit mehr als 70 Jugendbücher illustriert.
1989 entstand eine Serie großformatiger Tusche- und Federzeichnungen, Porträts von Jazzmusikern unter dem Titel „Jazzpaintings“. Hier prägte sich bereits seine Neigung Themenkreise, zum Teil über Jahre hinweg, intensiv zu bearbeiten.
Ab 1994 erste Ausstellungen zum Thema „Kinder“. Ab 1999 arbeitet er an dem Zyklus „99 Gesichter einer Frau“, eine Vielzahl von Porträts seiner Frau Valerie um das Facettenreichtum einer einzigen Person zu erörtern.
Nach überstandener Krebserkrankung 2006 entwickelt er eine neue malerische Technik bei der eine kontrollierte Eisenoxidation Spuren auf der Leinwand hinterlässt. Diesen Rost benutzt er als Symbol für die Vergänglichkeit und schafft, in der Tradition der Vanitas Malerei, eine Auseinandersetzung mit der Endlichkeit des menschlichen Daseins.

## Bücher (Auswahl)
- Unternehmen JOCOTOBI, 15 Bände, unter anderem „Die Jagd nach den Goldmasken“ und „Diebe Nacht und Nebel“, Autor: Hansjörg Martin, Cover- und Innenillustrationen, Pelikan Hannover, 1989 bis 1992
- „Der Mut zu reden“, Autorin: Gina Basso, Coverillustration, Rowohlt Verlag Reinbek, 1990, ISBN 3-499-20564-5
- „Rollo Tagträumer“, Autor: Hermann Moers, Coverillustration, Georg Bitter Verlag Recklinghausen, 1990, ISBN 3-7903-0401-8
- ZM Streng geheim, 18 Bände, unter anderen „Die Höhlenmenschen vom Mammuttal“, „Expedition nach Babylon“ und „Die Tempelstadt im Dschungel“, Autorin: Marliese Arold, Cover- und Innenillustrationen, Pelikan Hannover, 1990 bis 1993,
- FRAG MICH WAS „Vulkane“, Autor: Norbert Landa, Cover- und Innenillustrationen, Loewe Verlag Bindlach, 1992, ISBN 3-7855-2504-4
- „Die Hexen von Katernbusch“, Autor: Heinz-Ulrich Tenkotten, Coverillustration, Georg Bitter Verlag Recklinghausen, 1992, ISBN 3-7903-0455-7
- „Gib mir meine Legionen zurück“, Autor: Josef Carl Grund, Innenillustrationen, Loewe Verlag, Bindlach, 1992, ISBN 3-7855-2511-7
- FRAG MICH WAS „Pferde“, Autoren: Fritz R. Glunk und Anna Simon, Coverillustrationen, Loewe Verlag Bindlach, 1992, ISBN 3-7855-2442-0
- „Daddys Tochter“, Autorin: Dori Sander, Coverillustration, Rowohlt Verlag Reinbek, 1992, ISBN 3-499-20613-7
- „Rosana bricht ihr Schweigen“, Autor: Uwe Pollmann, Coverillustration, Elefanten Press Verlag Berlin, 1993, ISBN 3-88520-451-7
- „Junior Weltatlas“, Autorin: Barbara Feulner, Cover- und Innenillustrationen, Landkarten, Flaggen, Loewe Verlag Bindlach, 1994, ISBN 3-7855-2623-7
- Raumschiff Enterprise „Der Venusfaktor“, Autor: Alan Dean Foster, Coverillustration, Loewe Verlag Bindlach, 1994, ISBN 3-7855-2743-8
- „Als wäre nichts passiert“, Autorin: Veronica Hazelhoff, Coverillustration, Rowohlt Verlag Reinbek, 1994, ISBN 3-499-20640-4
- „Stimmen im Nebel“, Autorin: Ursula Isbel, Coverillustration, Franz Schneider Verlag München, 1995, ISBN 3-505-10165-6
- „Das Geheimnis der schwarzen Puppe“, Autorin: Dagmar Scherf, Coverillustration, Rowohlt Verlag Reinbek, 1995, ISBN 3-499-20788-5
- „Alisha, die sechste Stute“, Autorin: Christiane Gohl, Coverillustration, Arena Verlag Würzburg, 1995, ISBN 3-401-01798-5
- Raumschiff Enterprise „Mordsache McCoy“, Autor: Alan Dean Foster, Coverillustration, Loewe Verlag Bindlach, 1995, ISBN 3-7855-2766-7
- FRAG MICH WAS „Regenwald“, Autorin: Margot Hellmiß, Redaktionelle Mitarbeit: Falk Scheithauer, Cover- und Innenillustrationen, Loewe Verlag Bindlach, 1996, ISBN 3-7855-2858-2
- „VALENTINA und die dreizehnte Nacht“, Autor: Eddy C. Bertin, Coverillustration, Arena Verlag Würzburg, 1997, ISBN 3-401-04601-2
- „Der Dämon aus Eis“, Autor: Tais Teng, Coverillustration, Arena Verlag Würzburg, 1997, ISBN 3-401-04482-6
- „VLAD, die wahre Geschichte des Grafen Drakula“, Autorin: Hanna Lützen, Coverillustration, Arena Verlag, 1997, ISBN 3-401-01916-3
- „Hinter dunklen Fenstern“, Autor: Bies van Ede, Coverillustration, Arena Verlag Würzburg, 1998, ISBN 3-401-04774-4
- „Im Reich des Unheimlichen“, Herausgeberin: Sonja Hartl, Coverillustration, Arena Verlag Würzburg, 1998, ISBN 3-401-01995-3
- „VALENTINA und der Fluch der Vampierkatzen“, Autor: Eddy C. Bertin, Coverillustration, Arena Verlag Würzburg, 2000, ISBN 3-401-04882-1

## Ausstellungen (Auswahl)
- 1989 Galerie Tobien, Husum zur Eröffnung des Rathauses – Gemeinschaftsausstellung
- 1990 Marriot, Jazz Port Festival Hamburg – Einzelausstellung
- 1992 Galerie im Bremer Medienhaus – Einzelausstellung (NDR Fernsehbeitrag)
- 1993 Laeiszhalle Hamburg – Einzelausstellung
- 1997 Galerie der Gegenwart, Wiesbaden – Einzelausstellung
- 2004 Installation auf dem Gänsemarkt, öffentlichen Raum Hamburg
- 2008 Hochschule 21 – Einzelausstellung
- 2009 Bauhaus Ausstellung Weimarer Land „Cathedra Erotica“ – Gemeinschaftsausstellung

## Öffentliche Arbeiten und Ankäufe

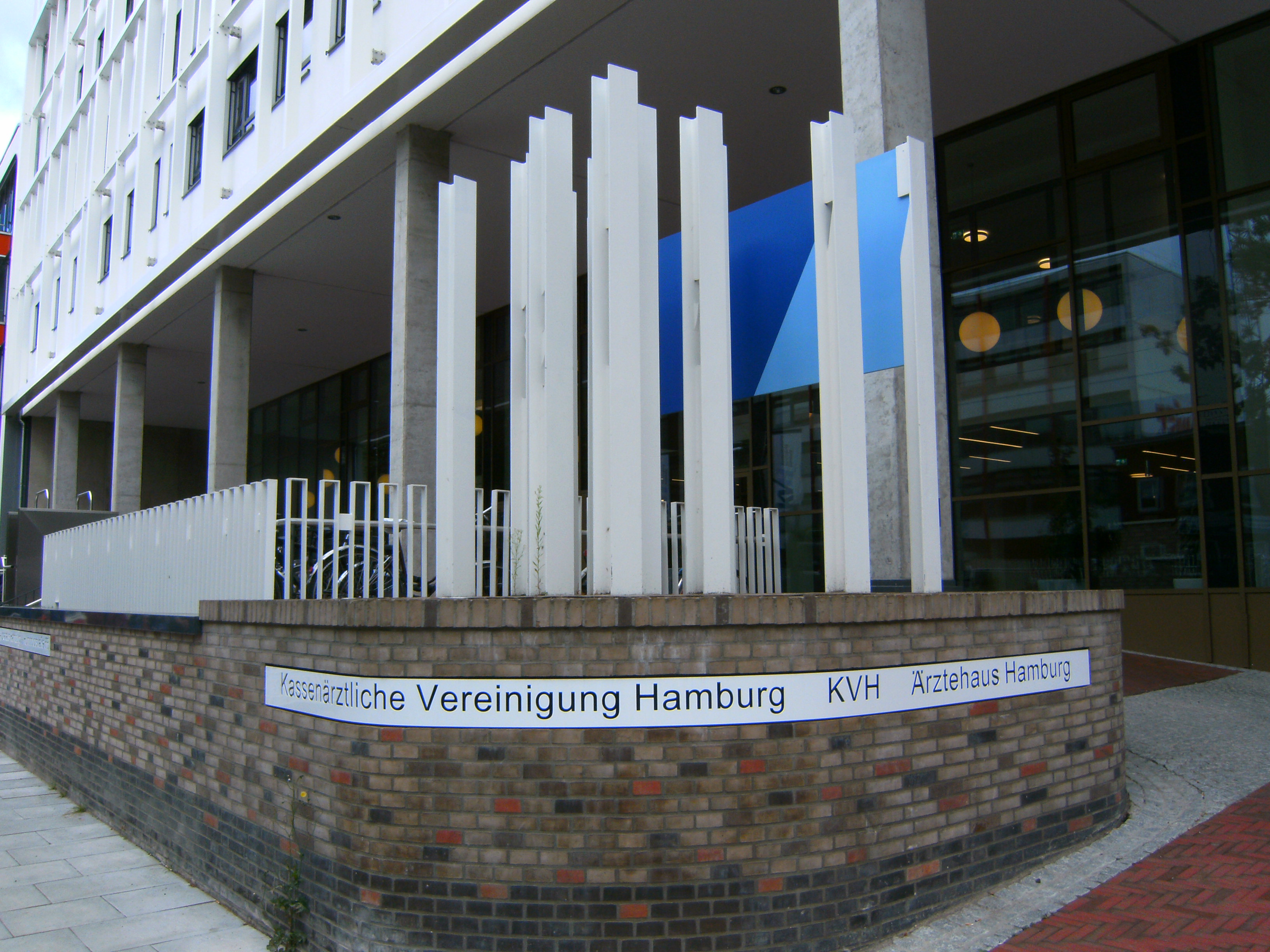
Hamburg, Humboldtstraße 56: Gebäude der Kassenärztlichen Vereinigung Hamburg, Neubau von 2017. Skulptur von Frank Rosenzweig (* 1962)

- 2001 Gemäldeankauf der Nordheim-Stiftung in Cuxhaven
- 2001 Wandgemälde (5 * 28 Meter) in Cuxhaven
- 2009 Ankauf des „Lebenskreis“ durch die Stadt Buxtehude
- 2010 Lithografie für den Weltverband der Gesellschaften für die Vereinten Nationen (WFNUA) New York
- 2017 Am seitlichen Eingang der Kassenärztlichen Vereinigung, Hamburg, Humboldtstraße (Hamburg) ist das Logo KVH künstlerisch in einer Skulptur mit 16 Stelen in Anlehnung an den Stab des Äskulap dargestellt. Durch Perspektivwechsel ist der blaue Schriftzug KVH als Hintergrundbild mehr oder weniger deutlich erkennbar.[1]